# Ptolemeu (cap de mercenaris)
Ptolemeu (en grec antic Πτολεμαῖος) fou un oficial macedoni que dirigia una força de mercenaris tracis.
L'any 329 aC Ptolemeu amb els seus mercenaris es va unir a Alexandre el Gran que era a Bactriana i va col·laborar en la seva expedició, segons diuen Flavi Arrià i Quint Curci Ruf.